# Municipio de Zacatepec de Hidalgo
El municipio de Zacatepec de Hidalgo es un municipio localizado en el centro-sur de México, en la zona sur del  Estado de Morelos, enclavado en el valle de Zacatepec.

## Etimología
Zacatēpec es una palabra que en náhuatl, está constituida por los vocablos zaca-tl 'zacate' tēpe-tl 'cerro'. Así, Zaca-tēpe-c puede entenderse como "en el cerro del zacate". También se considera que el vocablo tēpetl significa "lugar poblado [en alto]". Hay varias versiones, pero la que los historiadores dan a conocer, por el entendimiento de la lengua y la toponimia.
Toponimia
Sus raíces etimológicas son derivadas de zaka-tl, “pasto o grama”; tépetl, “cerro” y kk contracción de Ko, “adverbio locativo”, y quiere decir “en el cerro del zacate o grama”.
Este representa la idea del monte o cerro y el zacate, que da nombre al municipio.

## Historia
La historia de lo que ahora es el territorio del municipio de Zacatepec ha estado estrechamente ligada, desde 1690, a la producción de la caña de azúcar. Desde entonces los sembradíos de caña han abundado en las tierras de cultivo, estos son, hasta el momento, uno de los principales medios de subsistencia de los pobladores, no solo del municipio, sino de la región sur del Estado de Morelos.
Fue el 5 de febrero de 1938 cuando el presidente de la República Mexicana Lázaro Cárdenas del Río inauguró, en lo que fuera el casco de la antigua hacienda, las instalaciones del ingenio que él mismo había ordenado construir, con fines sociales, para mejorar las condiciones económicas de los ejidatarios y trabajadores de la fábrica. Dentro de este contexto nació la decisión de elevar a la categoría de municipio a Zacatepec. De este modo, el 25 de diciembre de 1938, el gobernador del Estado, Elpidio Perdomo, promulgó el decreto N.º 17 por el que:
“Art. 1.º- Se crea el municipio libre de Zacatepec, Morelos, que quedará formado con la extensión que comprende las ayudantías de Tetelpa, Galeana (la antigua hacienda de San Nicolás) y Zacatepec, siendo esta última la cabecera del citado municipio y conservando cada una de ellas la denominación y límites que actualmente tienen".
El Municipio de Zacatepec es relativamente nuevo, fundado el 25 de diciembre de 1938 por decreto del Gobernador en turno José Refugio Bustamante Aragón (15.º Gobernador constitucional  18 de mayo de 1934-6 de mayo de 1938). El municipio ha experimentado varios cambios desde su fundación, ya que la cabecera municipal era únicamente el ingenio azucarero y la hacienda vieja, así como unas cuantas casas de obreros y jornaleros. Las comunidades de Galeana y Tetelpa eran comunidades más antiguas aunque no muy pobladas, pero gracias a la prosperidad del ingenio Emiliano Zapata, Zacatepec comenzó a experimentar un flujo migratorio importante con la llegada de personas que eran atraídas por las fuentes de empleo que se generaban en el Municipio procedentes principalmente de los estados de México, Puebla, Guerrero y Veracruz.
Poco a poco Zacatepec comenzó a tomar relevancia a nivel estatal y nacional hasta convertirse en uno de los Municipios más importantes del Estado de Morelos solo después de Cuernavaca y Cuautla, debido a la gran organización que existía en torno al Ingenio Emiliano Zapata, siendo este periodo de auge cuando se construyeron obras de gran relevancia para la sociedad como el Estadio Agustín Coruco Díaz, el Instituto Tecnológico de Zacatepec, el campo experimental, el Hospital Regional del IMSS, la cancha Morelos, la fundación del Club Deportivo Zacatepec el cual estuvo varios años en primera división nacional así como algunos puentes, escuelas, pavimentación de calles que también se realizaron, en fin, todo era prosperidad para los habitantes del municipio enclavado en este fértil valle cálido y siempre verde donde la agricultura también tomó relevancia produciéndose en la región cultivos como jitomate, cebolla, melón, maíz, frijol, arroz, jícama, entre muchos otros, aunque con el paso del tiempo con unos elevados índices de población convirtiéndose en el segundo municipio más densamente poblado solo después de Cuernavaca la capital. Los servicios empezaban a ser insuficientes para toda la población, mientras que a la par el ingenio experimentaba varios problemas económicos debidos a las malas administraciones y al saqueo que realizaron sus dirigentes.
El ingenio se fue a la quiebra en el año de 1991 reduciendo su plantilla laboral en un 70 % dejando de ser el ingenio el principal sustento económico de la población, lo que propició un decaimiento en la economía no solo del municipio, sino de la región entera, ya que muchas personas dependían del ingenio, por lo que muchos tuvieron que buscar empleo en otras poblaciones como Cuernavaca, Cuautla o incluso la Ciudad de México. También se crearon fuentes nuevas de empleo de pequeñas industrias, comercios, escuelas particulares etc., cambiando el giro del municipio pasando de industrial a comercial y de servicios, desarrollándose de manera regular en el Centro de Zacatepec y en Galeana principalmente.
Actualmente el ingenio es administrado por Grupo Beta San Miguel siendo este actualmente y como en sus inicios, uno de los ingenios con mayor producción de azúcar estándar en el país la cual es exportada a otros países como Estados Unidos y la Unión Europea.

## Personas destacadas
- Agúr Arredondo cronista
- Pablo Larios Iwazaki futbolista
- Mario Hernández Calderón futbolista
- Cirilo “Diablo” Peralta, Futbolista.
- Félix Serdán Nájera revolucionario jaramilli
- Jusu Isai Zacatepec fundador y padre de Zacatepec

## Medio físico

### Localización y extensión
Sus datos geográficos son los siguientes:
Al norte 18° 41´, al sur 18° 37´ de latitud norte;
Al este 99° 11´, al oeste 99° 14´ de longitud oeste.
A una altura media de 910 metros sobre el nivel del mar.
Con una superficie de 28,531 km², que representa el 0.5 % del total del estado.

### Clima
El municipio de Zacatepec cuenta con un clima cálido subhúmedo regular con una temperatura media anual de 24.3 °C, tiene una estación seca de noviembre a mayo, el temporal de lluvias da inicio a mediados del mes de mayo y fializa los últimos días de octubre. El promedio de precipitación en el municipio es de 892 mm. anuales en promedio, con un máximo de lluvia en los meses de junio, julio y septiembre, siendo muy comunes las fuertes tormentas y chubascos durante el verano por la influencia del clima cálido y el relieve, presentándose estas generalmente por la noche y madrugada. Los meses más cálidos del año son abril y mayo que corresponden a la primavera, alcanzando temperaturas de hasta 40 °C, en contraste los meses más fríos son diciembre y enero descendiendo la temperatura hasta los 6 °C por la madrugada.
En resumen, las primaveras son soleadas y calurosas con poca humedad, los veranos suelen ser húmedos y más agradables con lluvia usualmente por las noches. En el otoño (septiembre-diciembre) suele ser más benigno, terminando la temporada de lluvias a finales de octubre y comenzando el frío a principios de noviembre, y por último el invierno suele ser más seco con temperaturas muy agradables durante el día y frías por la noche. Son comunes los fuertes vientos y tolvaneras entre febrero y marzo por la influencia de los frentes fríos provenientes del Golfo de México.
| Parámetros climáticos promedio de Zacatepec | Parámetros climáticos promedio de Zacatepec | Parámetros climáticos promedio de Zacatepec | Parámetros climáticos promedio de Zacatepec | Parámetros climáticos promedio de Zacatepec | Parámetros climáticos promedio de Zacatepec | Parámetros climáticos promedio de Zacatepec | Parámetros climáticos promedio de Zacatepec | Parámetros climáticos promedio de Zacatepec | Parámetros climáticos promedio de Zacatepec | Parámetros climáticos promedio de Zacatepec | Parámetros climáticos promedio de Zacatepec | Parámetros climáticos promedio de Zacatepec | Parámetros climáticos promedio de Zacatepec |
| Mes                                         | Ene.                                        | Feb.                                        | Mar.                                        | Abr.                                        | May.                                        | Jun.                                        | Jul.                                        | Ago.                                        | Sep.                                        | Oct.                                        | Nov.                                        | Dic.                                        | Anual                                       |
| ------------------------------------------- | ------------------------------------------- | ------------------------------------------- | ------------------------------------------- | ------------------------------------------- | ------------------------------------------- | ------------------------------------------- | ------------------------------------------- | ------------------------------------------- | ------------------------------------------- | ------------------------------------------- | ------------------------------------------- | ------------------------------------------- | ------------------------------------------- |
| Temp. máx. media (°C)                       | 28                                          | 31                                          | 33                                          | 36                                          | 36                                          | 33                                          | 32                                          | 31                                          | 31                                          | 31                                          | 30                                          | 29                                          | 31.7                                        |
| Temp. mín. media (°C)                       | 09                                          | 12                                          | 15                                          | 19                                          | 20                                          | 20                                          | 20                                          | 19                                          | 19                                          | 17                                          | 13                                          | 10                                          | 16.0                                        |
| Precipitación total (mm)                    | 10                                          | 06                                          | 02                                          | 07                                          | 52                                          | 191                                         | 173                                         | 160                                         | 182                                         | 69                                          | 11                                          | 06                                          | 869                                         |
| Fuente: - 2010.05.02-                       |                                             |                                             |                                             |                                             |                                             |                                             |                                             |                                             |                                             |                                             |                                             |                                             |                                             |

### Orografía
El territorio de Zacatepec se encuentra en su totalidad dentro de la provincia fisiográfica de la Sierra Madre del sur y la depresión del Balsas. Casi la totalidad del territorio municipal es un valle salpicado por algunos cerros como el del Venado ubicado entre la comunidad de Galeana y Tequesquitengo y el cerro de la Tortuga ubicado en la comunidad de Tetelpa, famoso por poseer diferentes especies de plantas típicas de la selva baja, así como diferentes especies medicinales y fauna silvestre como conejos, ardillas, tlacuaches, iguanas entre muchas otras. Las alturas de estos cerros no superan los 1300 metros sobre el nivel del mar.

### Hidrografía
El municipio de Zacatepec se ubica en la parte más alta de la cuenca del Río Balsas, inmerso en la subcuenca del Río Apatlaco y en la parte central del valle de Zacatepec, el cual presenta una inclinación ligeramente hacia el sur, por lo que favorece los cursos fluviales, mismo que es atravesado de norte a sur por el río Apatlaco el cual nace de las estribaciones de la sierra del Ajusco y recorre los municipios de Huitzilac, Cuernavaca, Temixco, Xochitepec, Puente de Ixtla en donde a su paso se le unen varias barrancas.
El segundo curso en importancia es la barranca de Poza Honda, la cual nace en las cercanías de la Comunidad de Santa Rosa Treinta en el municipio de Tlaltizapán, recorriendo las varias colonias hasta desembocar en el río Apatlaco.
Aguas subterráneas, el Valle de Zacatepec se recarga con las transferencias que en forma natural hacen los acuíferos de los valles de Cuernavaca y Cuautla-Yautepec. Presenta condiciones geohidrológicas de subexplotación.

### Flora
La flora que se encuentra en el municipio es de selva baja caducifolia de clima cálido como jacaranda, tabachin, ceiba, buganvilla, laurel de la india, palo de rosa, primaveras, huamuchilt, mezquite, parota y huizache. Árboles frutales: mango, guayaba, limón, guanábana, anona, almendro, pistache, ciruelo, chicozapote, nanche, naranjo, mamey, tamarindo entre otros.

### Fauna
La fauna que encontramos en el municipio de Zacatepec está compuesta por conejo silvestre, armadillo, iguana, tlacuache, comadreja, zorrillo, pájaro bandera, garza,  pato triguero, chachalaca, urraca copetona, zopilote, paloma de ala blanca, lechuza, aves de ornato, hormigas, ratones, etc.

## Demografía
El Municipio de Zacatepec se encuentra enclavado en la parte sur del estado de Morelos, en la región de los valles. Cuenta con 33 527 habitantes en una superficie de apenas 28.5 km² por lo que esa condición lo convierte en el municipio más pequeño del Estado de Morelos, en cambio su densidad de población es elevada (más de 1190 habitantes por kilómetro cuadrado) superado únicamente por 3 municipios que forman parte del área metropolitana de Cuernavaca siendo los municipios de Jiutepec, Cuernavaca y Emiliano Zapata respectivamente a nivel estado.
Posee una zona conurbada con las poblaciones de El Mirador, Otilio Montaño, Santa Rosa 30 y Amador Salazar del municipio de Tlaltizapán lo que en conjunto hace una población de 45 000 habitantes. así también cuenta con una colonia bastante despoblada llamada Buena Vista con un número de habitantes poco más de 400 habitantes., El pueblo de Tetelpan (nombre completo en nahuatl) tiene registros desde 1438 cuando era un centro administrativo tributario a Cuauhnahuac en tiempos de nuestra cultura Tlahuica, en 1548 se construyó la parroquia de San Esteban Tetelpan y actualmente es capilla y se nombra Tetelpa debido a la interculturalidad existente.

### Localidades
En el censo de 2020 el municipio de Zacatepec contaba con 21 localidades.
| Código INEGI    | Localidad                        | Población (2020) |
| --------------- | -------------------------------- | ---------------- |
| 170310001       | Zacatepec de Hidalgo             | 21 375           |
| 170310002       | San Nicolás Galeana              | 11 322           |
| 170310005       | San Antonio Chiverías            | 1 368            |
| 170310017       | Buenavista                       | 344              |
| 170310011       | Colonia Poza Honda               | 332              |
| 170310029       | Diez de Abril                    | 320              |
| 170310030       | Colonia el Paraíso               | 221              |
| 170310034       | Campo de la Presa                | 171              |
| 170310022       | Colonia Guadalupe Victoria       | 153              |
| 170310031       | Rancho los Bigotones             | 99               |
| 170310027       | Ampliación la Quebradora         | 88               |
| 170310019       | Fábrica de Hielo                 | 74               |
| 170310015       | Colonia de los Maestros          | 40               |
| 170310039       | El Platanar                      | 38               |
| 170310036       | Colonia Plan de Ayala            | 32               |
| 170310033       | El Bonete                        | 31               |
| 170310035       | Campo las Avillas                | 28               |
| 170310037       | Campo la Victoria                | 25               |
| 170310032       | Ampliación Plutarco Elías Calles | 21               |
| 170310018       | José Manuel Estrada              | 11               |
| 170310023       | La Quebradora                    | 1                |
| Total municipal | Total municipal                  | 36 094           |

### Religión
La religión que predomina en el municipio es la católica, teniendo más del 88 % de las personas que profesan una religión, siguiéndole otras asociaciones religiosas, entre las que destacan los testigos de Jehová, bautistas, presbiterianos, mormones, pentecostales y de la Luz del Mundo, los cuales han edificado varios templos y el número de adherentes está en constante aumento. En Zacatepec se encuentra la parroquia de Santiago Apóstol, la cual depende de la diócesis de Cuernavaca.

### Educación
Dentro del grado de alfabetización, la población alfabeta de 15 años o más alcanza un porcentaje de 92.3 %, por arriba del nivel estatal y nacional con una diferencia de más de 1.5 % y 2 % respectivamente.
Datos estadísticos: en educación preescolar se cuenta con educación inicial 4 escuelas, dentro del preescolar 31 centros educativos, 25 primarias, en nivel medio se cuenta con 15 secundarias, en nivel medio superior con el Centro de Bachillerato Tecnológico Industrial y de Servicios N.º 223 y una preparatoria social abierta “Rubén Jaramillo” y por último a nivel profesional, maestría y doctorado, el Instituto Tecnológico de Zacatepec; el total de alumnos atendidos es de 8.160 por una suma de 301 profesores docentes. Existe además 1 biblioteca pública ubicad en la cabecera municipal, esto da como resultado que el Municipio de Zacatepec cuente con centros educativos desde nivel preescolar hasta profesional, asimismo con el Instituto de Investigaciones Forestales Agrícolas y Pecuarias (INIFAP).

### Salud
En el municipio de Zacatepec se cuenta con un hospital regional de zona del Instituto Mexicano del Seguro Social (IMSS) que es uno de los hospitales más grandes del Estado de Morelos, el cual da servicio a todos los municipios de la región sur y poniente del estado, una clínica del ISSSTE, un centro de salud urbano (SSA) así como un gran número de consultorios y clínicas particulares.

## Deportes
Hablar de Zacatepec es hablar de balnearios, calor, ingenio, cañaverales, gente amable, pero en el ámbito deportivo lo primero que viene a la mente sin duda son los Cañeros del Zacatepec, ya que en el municipio radicó un equipo de fútbol de primera división, los Cañeros del Zacatepec que gozaron de gran apoyo por parte de la población, siendo campeones del fútbol nacional en los torneos 1954-1955, 1957-1958. Así mismo es el equipo que más ascensos tiene a la primera división nacional en la historia del fútbol Mexicano con 5. Gracias a esta gran tradición Zacatepec fue bautizado en los medios nacionales como "La Selva Cañera".
Distintivos del equipo son el mítico estadio "Agustín 'Coruco' Díaz" ubicado en el parque central de la cabecera municipal, y el lema presente en el escudo blanco y verde: "Hacer Deporte es Hacer Patria".
El 19 de mayo de 1985 el equipo jugó por última vez en la primera división al ser derrotado por el Necaxa en el mismo estadio "Coruco Diaz".
La franquicia original fue retirada del lugar en el año 2003 y llevada a Xochitepec Morelos, posteriormente a la Ciudad de Querétaro por su entonces dueño el C.P. Juan Antonio Hernández debido a que supuestamente las entradas eran bajas y la gente no apoyaba al club, mas no por los problemas legales que enfrentaba por la dudosa adquisición que tuvo de esta, terminando así con más de 50 años de tradición futbolera de un equipo histórico que fue uno de los más grandes orgullos de todos los morelenses a nivel nacional e internacional, pero la continuidad del fútbol profesional en la región fue garantizada por esfuerzos locales, aunque poco exitosos, de Primera División "A" que fue Zacatepec FC (ahora Socio Águila). así como de 2.ª y 3.ª División.
Ahora los Cañeros de Zacatepec compraron la franquicia del Club Deportivo Irapuato que jugaba en la Liga de Ascenso, por lo cual los freseros cambiaron de sede a Zacatepec, y el Club Zacatepec consiguió una plaza de Ascenso MX utilizando el plantel que tenía el Irapuato más los jugadores con los que contaban en el equipo de Liga Premier.
En los torneos Apertura 2013 y Clausura 2014 el Club Zacatepec jugó en la Liga de Ascenso de México en el Estadio Centenario, mientras remodelaban el Estadio Agustín Coruco Díaz.
Los cañeros perdieron la categoría al descender a la Segunda División de México en el Clausura 2014, después de pasar una mala temporada y en la última jornada del torneo, perdieron 4-0 frente a Altamira. Por su parte las Ballenas Galeana, equipo del mismo estado y que competía también por el no descenso, ganó 1-0 al Celaya y con esto el Zacatepec perdió la categoría.
Sin embargo, tiempo después la directiva de Cruz Azul cerró la venta de Cruz Azul Hidalgo, su equipo filial en el Ascenso MX, los cuales se convirtieron en el nuevo Zacatepec para el torneo Apertura 2014. Los dueños del Zacatepec decidieron comprar al Cruz Azul Hidalgo debido a que su franquicia descendió en el Clausura 2014 del Ascenso MX a la Segunda División Premier. El objetivo es que el Zacatepec permanezca en el Ascenso MX.
Asimismo en marzo de 2013, el estadio entró en fase de remodelación por parte del Gobierno del Estado de Morelos, con la cual prácticamente se hace un estadio nuevo al concluir las 2 etapas de construcción, es un estadio moderno con capacidad para albergar a 24,443 personas en asientos individuales. Cuenta con palcos, plateas, alumbrado, vestidores y baños, sala de prensa, zona comercial (restaurantes, café y tiendas de artículos deportivos, aún no terminados) estacionamiento y un área de esparcimiento con fuentes danzantes sin terminar; así mismo el jardín municipal anexo (parque Miguel Hidalgo) fue rehabilitado de tal manera que sea un jardín del estadio y de la Ciudad. Todo esto para cumplir con el Reglamento de competencia de la Liga de Ascenso de México, para el torneo Apertura 2014.
La reinauguración oficial del Estadio Agustín Coruco Díaz se llevó a cabo el 27 de agosto de 2014 en un partido oficial por la Copa MX en contra del Club Deportivo Guadalajara, con un resultado de 2-0 a favor del equipo visitante.
Características del renovado estadio:
24 mil aficionados.
380 m² de área de vestidores.
85 m² de área de enfermería y control antidopaje.
Centro comercial.
Cancha de tres tipos de césped endémico sobre capas de arena vegetal, arenilla, Geotextil, hidrocreto, grava, balastro y membrana de polietileno.
Será autosustentable, aprovechando el agua de lluvia para el mantenimiento de las instalaciones.
Accesos y lugares especiales para personas discapacitadas.
Cabe mencionar que para la remodelación y ampliación del nuevo estadio "Agustín Coruco Díaz", se tuvieron que demoler varios inmuebles de vital importancia que servían para el fomento a la cultura y al deporte tales como: el "beis" (campo de béisbol abierto al público), gran parte del zócalo municipal, dos canchas de usos múltiples, un jardín de niños "Narcizo Mendoza" y la biblioteca municipal; afectando a la población que solía utilizar esos espacios para su recreación y esparcimiento.
Zacatepec actualmente cuenta 4 unidades deportivas las cuales son: Salvador Cisneros, Unidad Deportiva Galeana, las granjas en Tetelpa y la del Centro de Seguridad Social del IMSS, esta última cuenta con cancha de fútbol con tribunas que pueden albergar hasta 4000 espectadores, canchas de básquetbol, voleibol y alberca olímpica. Zacatepec cuenta además con 6 canchas de usos múltiples distribuidas a lo largo del municipio donde se practica fútbol, voleibol, cachibol, básquetbol y frontón. Cuenta además con un parque de béisbol en el centro de Zacatepec en el que se realizan torneos entre equipos de la región.

## Economía
Actividades económicas y empleo
La población económicamente activa del municipio es de 11 656 habitantes que corresponden al 34.97 % de la población municipal, de esta población económicamente activa un 10 % se dedica a actividades en el sector primario, un 25 % corresponde al sector secundario o de la industria de la transformación, y la gran mayoría, un 65 % al sector terciario o de servicios.
La creación del municipio fue producto de la instalación del Ingenio Emiliano Zapata en 1936, siendo en su momento de las industrias que generó un gran ingreso de divisas al país por parte de los países importadores de este producto, y que este esplendor de antaño es hoy, hasta un tanto perjudicial, ya que se etiqueta tanto a nivel estatal como nacional es el de municipio industrializado que no concuerda con la realidad económica, ya que el Ingenio Emiliano Zapata aparte de lo dudoso de su operatividad y continuidad, por la desleal competencia de la alta fructuosa, solo emplea en la actualidad a 800 trabajadores.
Remuneración y participación del ingreso del total de la población en edad de trabajar.
Tenemos que 12 888 trabajadores están económicamente inactivos. 5108 perciben de uno a dos salarios mínimos. De 2 y hasta 5 salarios mínimos: 4055, de 5 hasta 10 salarios mínimos: 980, y un mínimo de 272 trabajadores, más de 10 salarios mínimos. Lo anterior da como resultado que el 49 % de la población económicamente activa gane menos de dos salarios mínimos, teniendo como consecuencia que la población no cuente con poder adquisitivo.
Ganadería
Se cría ganado vacuno y porcino principalmente.
Agricultura
Se cultiva principalmente caña de azúcar, arroz de excelente calidad, maíz, sorgo, fríjol y alfalfa principalmente.
Industria
Se elabora azúcar refinada en el ingenio, así como algunos 2 balnearios (Iguazù y San Nicolás), fábricas de ropa, elaboración de agua embotellada y hielo, procesamiento de cacahuate, concretos y producción de cal.
Ingenio Emiliano Zapata
Se mantiene trabajando durante un lapso de tiempo conocido en la comunidad como ZAFRA, que tiene una duración de 7 meses, da inicio en el mes de noviembre y finaliza en el mes de mayo o junio.
El empleo de los Jornaleros, campesinos, ejidatarios, transportistas y obreros contempla los municipios de Tlaltizapan, Tlaquitenango, Zacatepec, Puente de Ixtla, Yautepec, Jantetelco, Jojutla, Ciudad Ayala, Cuautla, Miacatlan, Xochitepec, Emiliano Zapata, Mazatepec y Amacuzac.
Los jornaleros o cortadores migrantes, proceden principalmente de los estados de Guerrero, Puebla y Oaxaca. Sus niños reciben durante este periodo educación pues no pueden ser inscritos en ninguna institución pública y por ello su ciclo escolar dura los meses que dura la zafra.
Abasto
Actualmente en el Municipio de Zacatepec se desarrolla una actividad comercial y servicios en constante crecimiento, cuenta con un mercado municipal regional, el cual da servicio a la población del municipio y municipios vecinos, cuenta con 3 supermercados, 2 plazas comerciales, y diferentes establecimientos comerciales en el centro y principales avenidas del municipio, un corredor comercial en la comunidad de Galeana, y diversos tianguis en las diferente colonias del municipio.
Sismo del 19S
El sismo del 19 de septiembre de 2017 a las 13:14 horas, cambio la vida de los zacatepenses que vieron afectados su patrimonio se perdió el mercado y los comerciantes tuvieron que ser rehubicados, la afectación al casco de la exhacienda de Santiago dejò literalmente en la calle a las familias que la habitaban, la recuperación es lenta.

## Vías de comunicación
Una de los privilegios con los que cuenta el Municipio es que es uno de los mejores comunicados del Estado, ubicándose en el corazón de los balnearios del sur de Morelos, y que cuenta con las siguientes carreteras:
Carretera Libre Alpuyeca - Jojutla - o también conocida como Bulevar 17 de Abril, esta carretera va del sur-oriente al poniente del municipio y que conecta a la altura del poblado de Alpuyeca con la carretera Federal México - Acapulco y la Autopista del Sol México - Acapulco comunicando estas carreteras con ciudades como Acapulco, Iguala, Taxco, Chilpancingo, Cuernavaca y la Ciudad de México.
Carretera Libre Emiliano Zapata - Zacatepec - Esta carretera de 4 carriles sale hacia el norte del municipio en el área conurbada con el municipio de Tlaltizapán, enlazando a Zacatepec con los municipios de Emiliano Zapata, Jiutepec y Xochitepec pertenecientes al área metropolitana de Cuernavaca, además enlaza con la autopista México - Acapulco y el Aeropuerto de Cuernavaca.
Carretera Libre Puente de Ixtla - Zacatepec - Sale hacia el poniente del municipio hasta Puente de Ixtla donde entronca con la carretera federal México - Acapulco que es la vía libre hacia las ciudades de Taxco e Iguala en Guerrero así como a las Grutas de Cacahuamilpa e Ixtapan de la Sal.
Carretera Libre Galeana - Tequesquitengo - Esta carretera sale del poblado de Galeana hacia el poniente y que conduce a Tequesquitengo, Centro Turístico por excelencia en el Estado de Morelos. Además conduce hacia el poblado de Tehuixtla, sede de los balnearios tradicionales ISSSTEHUIXTLA y Las Palmas, también entronca con la Autopista México - Acapulco a la altura del kilómetro 135.
Existen carreteras locales hacia los municipios vecinos de Tlaltizapan, Tlaquiltenango y Jojutla, anteriormente Zacatepec contaba con una estación del ferrocarril México - Balsas ya desaparecido.

## Transporte
El municipio cuenta con 3 terminales de autobuses (afectada por el sismo del 19S), siendo 2 de la empresa Pullman de Morelos, autobuses de primera clase México - Zacatepec, las cuales tienen como destinos la Ciudad de Cuernavaca y la Ciudad de México en servicio de primera clase con corridas regulares (cada media hora y cada hora respectivamente) también esta empresa cubre la ruta hacia Cuernavaca en servicio económico (Autobuses Lasser) con servicios regulares pasando por poblaciones como Temixco y Alpuyeca. La otra es de la estrella Blanca la cual tiene destinos hacia Iguala, Cuautla y Acapulco, además es paso de la línea de transportes estrella roja que cubren la ruta Cuautla - Iguala, y de la empresa Autobuses Verdes de Morelos (AVM) los cuales tiene como destino Cuernavaca por autopista (cada 10 minutos) y Cuernavaca vía Emiliano Zapata y Jiutepec teniendo corridas cada 15 minutos aproximadamente. Zacatepec también es parte de la red de transporte urbano del sur de Morelos que conecta el centro de la ciudad con sus colonias y con otros municipios vecinos, el tipo de transporte que se utiliza usualmente son las combis tipo urban. Cuenta además con 7 sitios de taxis distribuidos en todo el municipio.

## Turismo
Existen diversos lugares de interés dentro del municipio, siendo el parque acuático Iguazú que cuentan con varias albercas, restaurante, áreas verdes, alberca de olas, tobogán, hospedaje y zona para acampar, el otro balneario es el Real de San Nicolás que cuenta con varias albercas, extensas áreas verdes, canchas de fútbol, tenis, basquetbol y un salón de eventos sociales, también encontramos la reserva ecológica del Cerro de la Tortuga (ANP) la cual cuenta con una flora única en la región con propiedades medicinales como el coachalalate, muicle, copal entre muchas otras, también existe fauna silvestre como armadillo, conejo, tlacuache, iguana y víbora de cascabel principalmente, en la cima del cerro existe un Momoscle (montículo de piedras encimadas) que forman la zona arqueológica sin avances de investigación de parte de INAH Morelos y las 3 Terrazas de Purificación. También existen otros lugares de interés como la exhacienda de San Nicolás, la parroquia de Santiago Apóstol, la Capilla y museo comuniario de San Estaban Tetelpan del pueblo de Tetelpa y el Ingenio Emiliano Zapata. Además de algunos restaurantes, bares familiares y hoteles en los alrededores de estos sitios de interés.

## Fiestas populares
Marzo o abril - Celebración de la Semana Santa con representaciones de la Pasión y Muerte de Jesucristo así como varias procesiones en las principales comunidades del municipio.
3 de mayo - Celebración a la Santa Cruz en la Colonia Plan de Ayala con celebración de misas y eventos religiosos acompañados de banda de viento, Juegos mecánicos y juegos pirotécnicos.
25 de julio - Celebración en honor a Santiago Apóstol patrón de Zacatepec con diferentes eventos religiosos, una feria tradicional, quema de juegos pirotécnicos y bailes populares.
16 de septiembre - Fiesta tradicional del pueblo de Tetelpa conmemorando el inicio de la Guerra de Independencia, organizando los pobladores una representación de la toma de la alhóndiga de granaditas mismos que se visten con trajes típicos de esa época en la que el principal punto de atracción de este evento cívico es el enfrentamiento que tienen los indígenas contra los españoles con cañones, machetes y ceniza envuelta en papel representando a las piedras.
27 de septiembre - Celebración tradicional en la comunidad de Galeana por la culminación de la Guerra de Independencia.
8 de diciembre - Fiesta tradicional en Tetelpa en honor a la Virgen de la Concepción.
12 de diciembre - Celebraciones en todo el municipio en honor la Virgen de Guadalupe.
26 de diciembre - Fiesta patronal en Tetelpa en honor a San Esteban.

## Gastronomía
Las comidas típicas del municipio son: el pozole blanco con carne de puerco, gorditas y quesadillas de frijol, requesón, longaniza y pollo, tacos acorazados de chile relleno, torta de papa, huevo y milanesa así como pancita de res en caldo, conejo en chile ajo, carnitas de puerco, barbacoa de chivo, cecina con crema, queso fresco, pescado en mixiote, tamales y clemole sazonado con ciruela silvestre, tamarindo.

## Gobierno
El Ayuntamiento de Zacatepec lo componen un presidente municipal, un síndico procurador y 7 regidores que son electos por la cantidad de votos obtenidos de sus respectivos partidos. El tiempo que gobiernan los respectivos ayuntamientos es de 3 años al igual que en todo el Estado de Morelos.

### Ayudantías
El Municipio de Zacatepec de Hidalgo cuenta con una cabecera municipal y 20 Ayudantías Municipales lo que suman un total de 21 colonias:
- Paraíso.
- San Antonio Chiverias.
- Poza Honda.
- 10 de abril.
- Independencia.
- Guadalupe Victoria.
- Benito Juárez (La Nopalera).
- Arboledas.
- Plan de Ayala
- Miguel Alemán
- Vicente Guerrero.
- Lázaro Cárdenas, Zacatepec.
- Josefa Ortiz de Domínguez.
- Zacatepec Centro.
- Buena Vista.

es la comunidad más alejada del municipio, ya que colinda solamente con colonias pertenecientes a jojutla y a cinco minutos del lago de tequesquitengo.
- 20 de noviembre.
- Lázaro Cárdenas, Galeana.
- Emiliano Zapata.
- Galeana Centro
- Tetelpa.
- Plutarco Elías Calles.
- Valle del Sol.

### Presidentes municipales
- Andrés López González - 1939–1940
- José Andrés Alarcón Cazales - 1941–1942
- Ricardo Peralta Coronel - 1943–1944
- Antonio Subdíaz Espíndola 	- 1945–1946
- Saturnino Ocampo Ruiz 	- 1946
- Federico Figueroa Romero - 1947–1948
- Pedro Castañeda Rodríguez - 1949–1950
- Atenodoro Cacho Montoro - 1950–1952
- Moisés Ortiz Paz - 1952–1955
- Tito Maldonado Mastache - 1955–1958
- Demetrio Herrera Millán - 1958–1961
- Darío Mendoza Mata - 1961–1964
- Daniel Aguilar Segura - 1964–1967
- Pedro Ocampo Urriza - 1967–1970
- Justiniano Ocampo Vara - 1970–1973
- Ing. Arturo Peralta Mastache - 1973–1976
- Miguel Villanueva Trejo - 1976–1979
- Rodolfo Uribe Salgado - 1979–1982
- Dr. Federico González Gómez - 1982–1985
- Adán Uribe Langarica - 1985–1988
- Felipe Ocampo Ocampo - 1988–1991
- J. Carmen Sánchez Ramírez - mayo de 1991
- Ing. Juan Ibáñez Olea - 1991–1994
- Prof. José Manuel García Méndez - 1994–1997
- Dr. Víctor Manuel Núñez Arellano - 1997–2000 (fallecido)
- Jorge Antonio Reyes Ortiz - 2000-2003
- Salomón Hernández Bravo - 2003-2006
- Gustavo Rebolledo Hernández - 2006-2009
- José Carmén Cabrera Santana - 2009-2012
- Abdon Toledo Hernández - 2012-2015
- Francisco Salinas Sánchez - 2015-2018
- Olivia Ramírez Lamadrid - 2018-2021
- José Luis Maya Torres - 2021-2027

## Ciudades hermanas
- Ciudad de México

La ciudad de Zacatepec de Hidalgo está hermanada con las siguientes 8 ciudades:
|                            | País            |  | Ciudad            |  | Condado / Distrito / Región / Estado | Año    | Ref.          |
| -------------------------- | --------------- |  | ----------------- |  | ------------------------------------ | ------ | ------------- |
| Bandera de República Checa | República Checa |  | Turnov            |  | Región de Liberec                    | (2004) | [ 10 ]        |
| Bandera de Cuba            | Cuba            |  | El Cerro (barrio) |  | Provincia de Ciudad de La Habana     | (2004) | [ 10 ]        |
| Bandera de México          | México          |  | Irapuato          |  | Guanajuato                           | (2004) | [ 10 ]        |
| Bandera de México          | México          |  | Xochimilco        |  | México, D. F.                        | (2013) | [ 11 ] [ 12 ] |